# Geografía de Chile

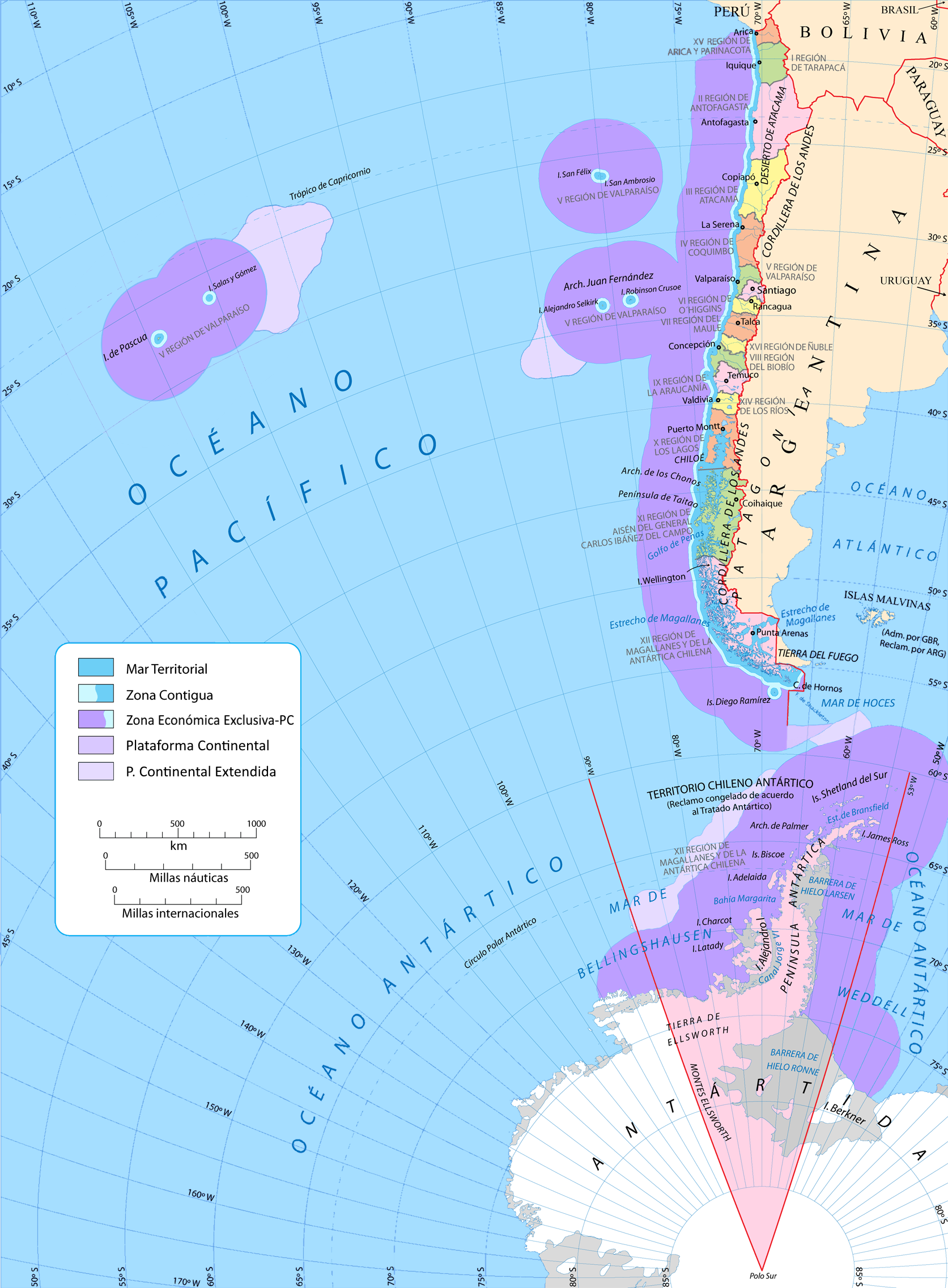
Mapa de Chile tricontinental, incluida la reclamación antártica y la plataforma continental.

Chile es un país ubicado en el hemisferio sur. En este sentido, el territorio se divide en Chile continental, Chile insular, subdividido a su vez en «Chile insular continental» y «Chile insular oceánico», y Territorio Chileno Antártico, cuya reclamación territorial está congelada de acuerdo a lo estipulado en el Tratado Antártico, del que Chile es signatario, sin que su firma constituya una renuncia.
Ubicado en el extremo sudoeste de América del Sur, dentro de la región llamada Cono Sur, Chile continental presenta un alto desarrollo longitudinal y escaso desarrollo latitudinal, extendiéndose por 39 grados de latitud —desde el punto tripartito con Perú y Bolivia hasta las islas Diego Ramírez—, principalmente en el área de latitudes medias —el trópico de Capricornio cruza el norte del país—. Chile antártico se ubica en las altas latitudes australes, desde aproximadamente los 61° hasta el polo sur geográfico.

## Límites y fronteras
Chile limita al norte con Perú, al este con Bolivia y Argentina, al sur con el Polo Sur y al oeste con el océano Pacífico. Sus fronteras terrestres totalizan 6339 kilómetros, desglosados del siguiente modo:
- 171 km[4] con Perú.
- 860 km[4] con Bolivia.
- 5308 km[4] con Argentina —la tercera frontera terrestre más larga del mundo, luego de la frontera entre Estados Unidos y Canadá (8893 km) y la de Rusia con Kazajistán (6846 km)—.[4]

Asimismo, Chile posee un borde costero de 6435 kilómetros de longitud.

## Superficie

### Superficie terrestre
- Chile continental totaliza 755 776,4 km²[5] del territorio nacional.
- Chile oceánico (que incluye «Chile insular continental» —el archipiélago de Juan Fernández y las islas Desventuradas— y «Chile insular oceánico» —la isla de Pascua y la isla Salas y Gómez—) suma 320 km².[5]
- Chile antártico posee una superficie de 1 250 257,6 km².[5]
  - Chile continental y oceánico suman 756 102,4 km², mientras que las superficies de Chile continental, oceánico y antártico suman 2 006 354 km².

### Superficie marítima
- Mar territorial (12 millas náuticas):
  - Mar territorial de Chile continental y oceánico abarca 120 827 km²:[5]
    - Mar territorial de Chile continental representa 106 707 km².[5]
    - Mar territorial de Chile oceánico representa 14 120 km².[5]
- Zona contigua (24 millas náuticas) cubre 131 669 km².[5]
- Zona económica exclusiva o «mar patrimonial» (200 millas náuticas) tiene una superficie total de 3 681 989 km².[6]
- Plataforma continental, que posee 161 338 km².[6]
- Mar presencial de Chile (desde la zona económica exclusiva hasta el meridiano del borde occidental de la plataforma continental de isla de Pascua) abarca 17 751 361 km².[5]
  - La longitud de costa del territorio continental e islas adyacentes suma 83 850 km. [cita requerida]

### Regiones geográficas
De norte a sur, Chile se suele dividir en cinco regiones:
- Norte Grande: Desde el extremo norte hasta el río Copiapó.
- Norte Chico: Desde el río Copiapó hasta el río Aconcagua.
- Zona Central: Desde el río Aconcagua hasta el río Biobío, aproximadamente el paralelo 38°S.
- Zona Sur: Desde aproximadamente el paralelo 38°S hasta aproximadamente el paralelo 43°S.
- Zona Austral: Desde aproximadamente el paralelo 43°S hasta el extremo sur.

## Relieve
Chile se ubica a lo largo de una zona altamente sísmica y volcánica, perteneciente al Cinturón de fuego del Pacífico, debido a la subducción de las placas de Nazca y Antártica en la placa Sudamericana. La parte sudamericana del país comprende una larga y estrecha franja de tierra en la costa occidental del Cono Sur que se extiende mayormente desde la ribera sudoriental del océano Pacífico hasta la cordillera de los Andes, entre los paralelos 17°29′57″ S y 56°32′ S, a lo largo de 4270 km. Alcanza un ancho máximo de 445 km en los 52°21′ S, a la altura del estrecho de Magallanes, y un ancho mínimo de 90 km en 31°37′ S, entre Punta Amolanas y Paso de la Casa de Piedra.
Al final de la Paleozoico, hace 251 millones de años, Chile pertenecía al bloque continental denominado Gondwana. No era más que una depresión marina con sedimentos acumulados que comenzó a levantarse a finales del Mesozoico, hace 65 millones de años, debido al choque entre las placas de Nazca y Sudamericana, dando origen a la cordillera de los Andes. El territorio sería modelado por millones de años más debido al plegamiento de las rocas, configurando el actual relieve.
El relieve chileno está integrado por cuatro «macroformas», alteradas por múltiples variables que el territorio presenta: la Depresión intermedia, que cruza longitudinalmente el país, flanqueada por dos sistemas montañosos que componen cerca del 80 % del territorio: la cordillera de los Andes al este —frontera natural con Bolivia y Argentina, con su punto más alto situado en el Nevado Ojos del Salado, a 6891,3 m s. n. m., convirtiéndolo en el volcán activo más alto del mundo, en la Región de Atacama— y la cordillera de la Costa al oeste —de menor altura con respecto a la de los Andes, con su punto más alto situado en el cerro Vicuña Mackenna, a 3114 m s. n. m., situado en la sierra Vicuña Mackenna, al sur de Antofagasta—. Entre la cordillera de la Costa y el Pacífico se encuentra una serie de planicies litorales, de extensión variable, que permiten el asentamiento de localidades costeras y grandes puertos. Algunas zonas del territorio abarcan territorios llanos al oriente de los Andes, como las estepas patagónicas y magallánicas, o son mesetas de altura rodeadas por elevados cordones montañosos, como el Altiplano denominado Puna de Atacama.
El Norte Grande es la zona comprendida entre el límite septentrional del país y el paralelo 26° S, abarcando las tres primeras regiones del país. Se caracteriza por la presencia del desierto de Atacama, el de mayor aridez del mundo. El desierto se ve fragmentado por quebradas que originan la zona conocida como la pampa del Tamarugal. La cordillera de la Costa es maciza y cae abruptamente formando el farellón costero que reemplaza a las planicies litorales, prácticamente ausentes. La cordillera de los Andes, dividida en dos y cuyo brazo oriental recorre Bolivia, tiene una altura elevada y de importante actividad volcánica, la que ha permitido la formación del altiplano andino y de estructuras salinas como el salar de Atacama, debido a la acumulación de sedimentos durante años.
Al sur se encuentra el Norte Chico, que se extiende hasta el río Aconcagua. Los Andes comienzan a disminuir su altitud hacia el sur y a acercarse a la costa, alcanzando los 90 km de distancia a la altura de Illapel, la zona más angosta del territorio chileno. Los dos sistemas montañosos se entrecruzan, eliminando prácticamente la Depresión intermedia. La existencia de ríos que atraviesan el territorio permite la formación de valles transversales, donde se ha desarrollado fuertemente la agricultura en los últimos tiempos, mientras las planicies litorales comienzan a ampliarse.
La zona Central es la más habitada del país. Las planicies litorales son amplias y permiten el establecimiento de ciudades y puertos junto al Pacífico, entretanto la cordillera de la Costa desciende su altura. La cordillera de los Andes mantiene alturas superiores a los 6000 m s. n. m. pero comienza lentamente a descender acercándose a los 4000 m s. n. m. en promedio. La Depresión intermedia reaparece convirtiéndose en un fértil valle que permite el desarrollo agrícola y el establecimiento humano, debido a la acumulación de sedimentos. Hacia el sur, la cordillera de la Costa reaparece en la cordillera de Nahuelbuta, mientras los sedimentos glaciales dan origen a una serie de lagos en la zona de la Frontera.
La Patagonia se extiende desde el seno de Reloncaví, a la altura del paralelo 41° S, hacia el sur. Durante la última glaciación, esta zona estaba cubierta por hielos que erosionaron fuertemente las estructuras del relieve chileno. Como resultado de esto, la Depresión intermedia se hunde en el mar, mientras la cordillera de la Costa origina una serie de archipiélagos, como el de Chiloé y el de los Chonos, hasta desaparecer en la península de Taitao, en el paralelo 47° S. La cordillera de los Andes pierde altura y la erosión producida por la acción de los glaciares ha originado fiordos. En los Andes patagónicos se destaca, además, la presencia de grandes masas de hielo conocidas como campos de hielo que corresponden a las mayores reservas de agua del Hemisferio Sur fuera de la Antártida.
A partir del golfo de Penas, la cordillera de los Andes se divide en dos secciones. Por un lado, la cordillera Patagónica Insular que corre junto al océano Pacífico, con alturas que bordean los 1000 m s. n. m., conforma el intrincado archipiélago Patagónico, con uno de los climas más feroces del planeta. Por otro lado, la sección oriental de los Andes da lugar a los Andes Patagónicos, un extenso grupo de montañas de caprichosas formas que se encuentran entre las más conocidas del mundo para la escalada en roca; entre ellos están el monte Fitz Roy y las míticas torres del Paine, con cumbres que superan los 3000 m s. n. m. Más al sur, los Andes Patagónicos pierden altura relativa y oscilan en torno a los 1500 m s. n. m. cerca de la costa norte del estrecho de Magallanes, donde se sumergen totalmente en el cabo Froward para luego reaparecer con alturas significativas en la isla Grande de Tierra del Fuego donde reciben el nombre de cordillera Darwin, la cual supera los 2500 m s. n. m. y toma una orientación este-oeste, distinta de la que tiene en el resto del continente. Cabe notar que gran parte de los Andes Patagónicos, entre los paralelos 52° y 54° corren exclusivamente en territorio chileno y no están en la frontera con Argentina.
La cordillera de los Andes, al igual que previamente lo había hecho la cordillera de la Costa, comienza a desmembrarse en el océano originando un sinnúmero de islas e islotes, situación que aumenta en el archipiélago de Tierra del Fuego, donde un sinfín de islas montañosas representan los últimos esbozos del macizo andino, hasta desaparecer en él, hundiéndose al este de la isla de los Estados y reapareciendo en el arco de las Antillas Australes y luego en la península Antártica, donde se le denomina Antartandes, en el Territorio Chileno Antártico, que se extiende entre los meridianos 53° W y 90° W.
Al este de la cordillera de los Andes, en varios puntos de la zona Austral chilena, se presenta la pampa patagónica o estepa magallánica, la cual presenta una continuidad geográfica de la Patagonia argentina, formada principalmente por terrazas aluviales y glaciares que van descendiendo en dirección al Atlántico. Esta parte del territorio chileno se encuentra totalmente al oriente de los Andes, al contrario del resto del país. La pampa patagónica es una estructura sedimentaria mucho más antigua que los Andes y por ello ha sido erosionada por el viento y la acción glaciar, dejando en su mayor parte relieves llanos con algunas sierras y conjuntos montañosos de no más de 1500 m s. n. m. La pampa patagónica es atravesada por el estrecho de Magallanes, pero continúa desarrollándose en la parte norte de Tierra del Fuego.
En el medio del océano Pacífico, el país tiene soberanía sobre diversas islas de origen volcánico, conocidas en conjunto como Chile Insular. De ellas, se destacan el archipiélago de Juan Fernández y la isla de Pascua, la que se encuentra en la zona de fractura entre la placa de Nazca y la placa Pacífica, conocida como dorsal del Pacífico Oriental.

## Climatología

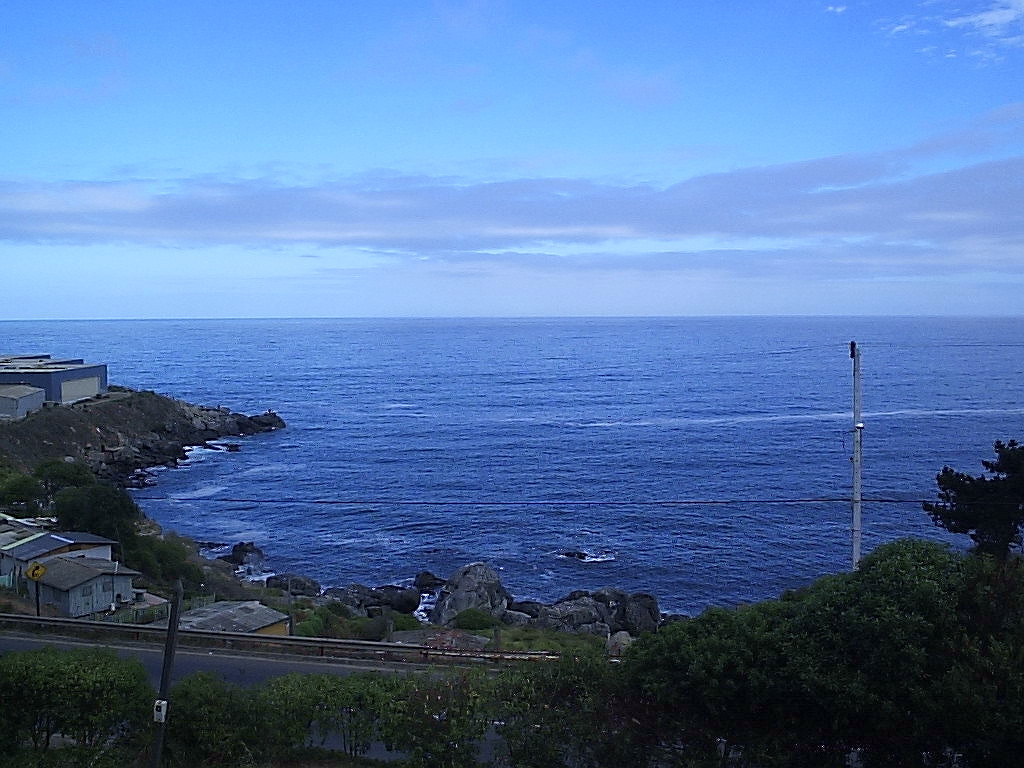
Vista del océano Pacífico, uno de los principales factores climáticos del país. La fría corriente de Humboldt produce un descenso de las temperaturas a lo largo del país, lo que permite el desarrollo humano en las costas. Cuando las temperaturas del Pacífico aumentan debido a la corriente del Niño, se produce un brusco aumento en las precipitaciones que ocasionan graves inundaciones en el país.

La amplitud latitudinal de Chile —que abarca casi 40 grados—, su relieve y la influencia del océano son los principales factores que explican la variedad climática del país. Mientras la cordillera de los Andes regula el paso de masas de aire —impidiendo el acceso de vientos desde las pampas argentinas hacia el territorio chileno y la influencia marítima hacia la vertiente oriental—, la fría corriente de Humboldt produce un descenso de las temperaturas a lo largo de la costa —el aumento en su temperatura debido a El Niño genera en cambio fuertes lluvias e inundaciones en Chile—.
En la zona del Norte Grande, existe un clima desértico, con escasas precipitaciones. Las temperaturas tienen leves variaciones a lo largo del año, manteniéndose en promedio en torno a los 20 °C. En las zonas costeras se presenta abundante nubosidad conocida como camanchaca, mientras que en las zonas interiores la oscilación térmica es alta con nula humedad y ausencia de nubes, lo que ha permitido la instalación de grandes observatorios en la zona. En la zona del altiplano, las temperaturas descienden debido al efecto de la altitud creando un clima estepárico frío caracterizado por lluvias en verano, conocidas como invierno altiplánico. En la zona del Norte Chico, existe un clima estepárico cálido o semiárido que sirve como transición a climas más fríos hacia el sur. Las precipitaciones son irregulares y se concentran en invierno.
A partir del valle del Aconcagua al sur, el clima mediterráneo domina toda la zona Central, salvo las altas cimas de la cordillera de los Andes, de clima frío por efecto de la altura. Las cuatro estaciones están claramente marcadas, con un verano seco y cálido y un invierno lluvioso y frío. La zona costera presenta temperaturas reguladas por el efecto marítimo, entretanto las zonas interiores presentan una alta oscilación térmica pues la cordillera de la Costa actúa como biombo climático. En Santiago, las temperaturas promedian los 20 °C en verano (enero), con extremas de 36 °C, y los 8 °C en invierno (junio), con extremas de -8 °C, con años nevosos como 2005, 2007, 2013, 2017.
Las lluvias aumentan en la zona Sur, que presenta un clima marítimo lluvioso entre La Araucanía y la costa de Aysén. En la zona Austral se desarrolla un clima estepárico frío, caracterizado por una gran amplitud térmica, bajas temperaturas y una disminución de la pluviosidad que se presenta en invierno, generalmente en forma de nieve. A su vez, en el Territorio Chileno Antártico, predomina el clima polar.
En Chile insular, el clima es fuertemente afectado por el efecto enfriador del océano. La isla de Pascua presenta un clima tropical, con una media de 1138 mm anuales de precipitaciones distribuidas durante el año.

### Corriente de Humboldt
Es una corriente oceánica fría que se mueve hacia el norte a lo largo de la costa de Chile activada por el régimen de viento predominante en el borde oriental del anticiclón subtropical del Pacífico, que se caracteriza por un componente desde el sur. Modifica las temperaturas en el norte del territorio chileno haciendo que sean más frías de lo que corresponde por latitud.

## Hidrología
Debido a las características del territorio, Chile está generalmente cruzado por diversos ríos de corta longitud, torrentosos y de escaso caudal, que discurren comúnmente desde la cordillera de los Andes hacia el océano Pacífico en sentido este-oeste.
A causa del desierto, en la zona del Norte Grande solo existen cortas quebradas de carácter endorreico y el río Loa, el más largo del país con 440 km. En la zona del altiplano, se encuentran las zonas de los bofedales que originan el lago Chungará, ubicado a 4500 m s. n. m., y los ríos Lauca, compartido con Bolivia, y Lluta.
En el centro-norte del país aumenta el número de ríos que forman valles de importancia agrícola, destacándose el Elqui con 75 km de longitud, el Aconcagua con 142 km, el Maipo con 250 km y su afluente, el Mapocho con 110 km, y el Maule con 240 km. Sus caudales proceden principalmente de los deshielos cordilleranos en el verano y de las lluvias durante el invierno. Los lagos de importancia de esta zona son el artificial Rapel, el Colbún, la laguna del Maule y la laguna de La Laja.
Hacia el sur, el río Biobío fluye a lo largo de 380 km, recorriendo un centenar de poblados junto a sus múltiples afluentes y alimentando importantes centrales hidroeléctricas que abastecen a gran parte de la población del país. Otros ríos de importancia son el Cautín-Imperial, con 230 km de longitud, y el Toltén, con 231 km, donde desagua el lago Villarrica, el primero de los diversos lagos cordilleranos que existen en las regiones de La Araucanía, Los Ríos y Los Lagos. También son importantes el sistema de los Siete Lagos, el Ranco, el Puyehue, el Rupanco, el Todos los Santos y el Llanquihue, el segundo mayor lago del país con 860 km².
En la zona patagónica, los ríos son de menor envergadura pero de un fuerte caudal, como el Futaleufú, el Palena, con 240 km de longitud, el Baker, con 370 km, y el Pascua, con 62 km. Salvo el lago Presidente Ríos y la laguna de San Rafael, los lagos se encuentran junto al límite internacional, por lo que son compartidos con Argentina el General Carrera, el mayor del país con 978,12 km² en territorio chileno; el Cochrane, el Dickson, el O'Higgins, el más profundo de América y el quinto del mundo con 836 metros; el Palena y el Fagnano, en Tierra del Fuego.
En los Andes patagónicos, existen grandes masas de hielo conocidas como campos de hielo que ostentan récords en el hemisferio sur solo superados por la Antártida: las mayores reservas de agua dulce y el más largo glaciar, el Pío XI (o Brüggen), uno de los muchos de la región.

## Recursos naturales
En Chile se destacan las minas, principalmente en la zona norte y en menor medida en la zona central. Los recursos forestales se localizan en la mitad sur del territorio americano. Los recursos del mar son de enorme importancia, siendo la biomasa de las aguas territoriales y de la zona económica exclusiva de gran abundancia. Además, en la Zona Austral de Chile se pueden encontrar yacimientos de petróleo, siendo este un gran recurso para el país en tiempos futuros.

## Uso del suelo
- Tierra cultivable: 13 %.
- Pastos permanentes: 17 %.
- Bosques nativos: 15 %.
- Otros usos: 55 % (establecido en 1993).
- Tierra irrigada: 12.650 km² (establecido en 1993).

## Antípodas

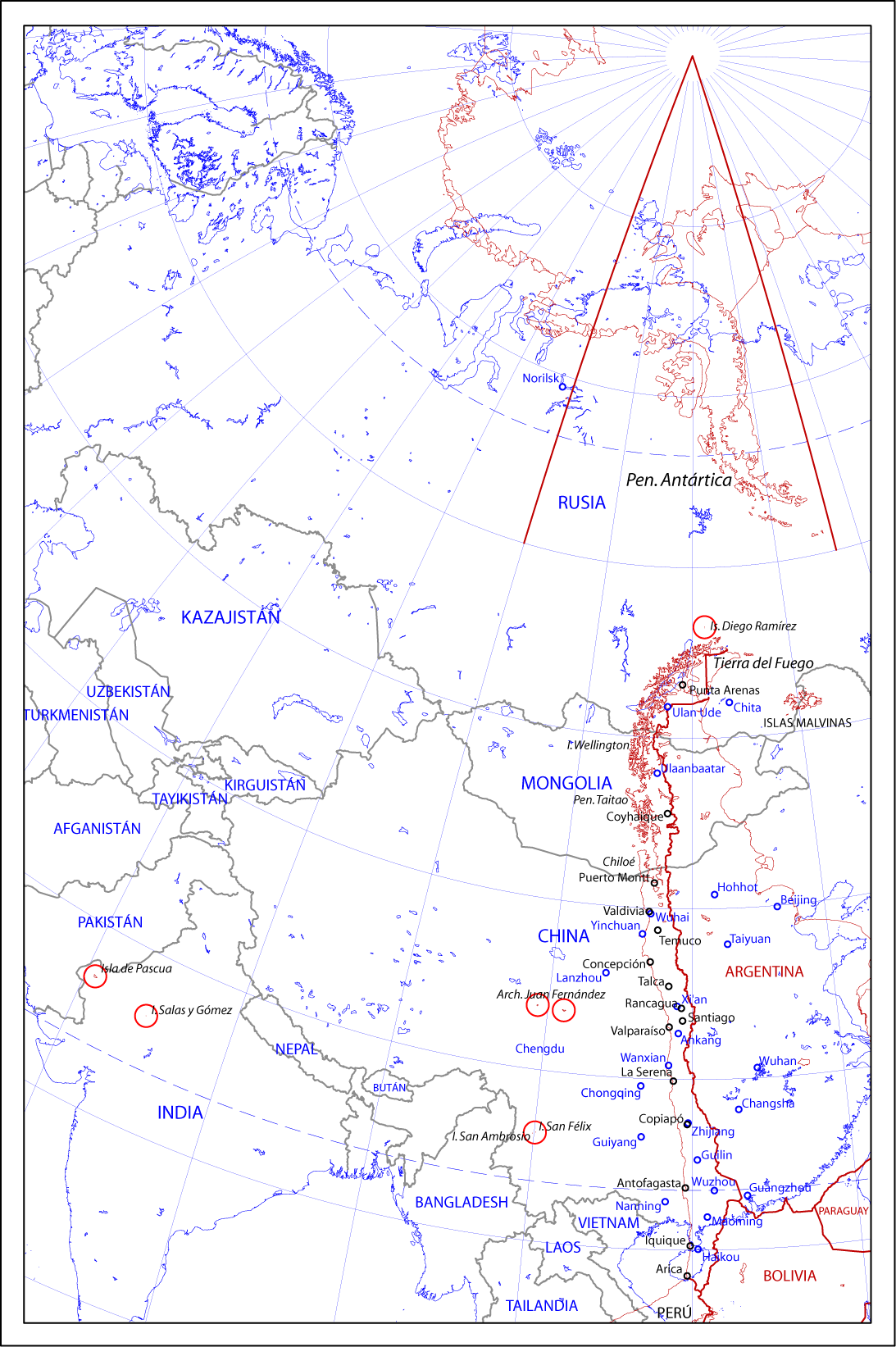
Mapa que muestra las antípodas de Chile incluyendo reclamación antártica.

Gran parte de las antípodas de Chile están en China —desde Arica y Tarapacá (antipodal a Hainan) a Los Lagos; Santiago (más precisamente Rancagua) es aproximadamente antipodal a la antigua ciudad china de Xi'an, mientras que Valdivia es opuesta a Wuhai—. Desde Chiloé a la Isla Wellington, Chile es antipodal a Mongolia, incluida la capital Ulan Bator, mientras que el Estrecho de Magallanes y Tierra del Fuego corresponden al sur de Siberia y al lago Baikal, con Puerto Natales antipodal a Ulan Ude, la capital de la república rusa de Buriatia. Isla de Pascua tiene sus antípodas en el oeste de Rajastán, India.